# Eliminatórias da Copa do Mundo FIFA de 2014 - Ásia (primeira fase)
Resultados das partidas da primeira fase das eliminatórias asiáticas para a Copa do Mundo FIFA de 2014.
As equipes classificadas entre 28 e 43 no ranking de seleções da AFC de março de 2011, disputaram esta fase eliminatória em partidas de ida e volta. Os classificados avançaram para a segunda fase.

## Cabeças-de-chave
Foram divididos em dois potes. O pote A com seleções nas posições entre 28 e 35, e no pote B de 36 a 43.
| Pote A                            | Pote A                               | Pote B                                | Pote B                              |
| --------------------------------- | ------------------------------------ | ------------------------------------- | ----------------------------------- |
| Malásia Afeganistão Camboja Nepal | Bangladesh Sri Lanka Vietnã Mongólia | Paquistão Palestina Timor-Leste Macau | Taipé Chinês Myanmar Filipinas Laos |

## Resultados
| 29 de junho de 2011 | Malásia                    | 2 – 1     | Taipé Chinês      | Estádio Nacional Bukit Jalil, Kuala Lumpur       |
| 20:45 (UTC+8)       | Rahim 29' · Abd Radzak 54' | Relatório | Chen Po-liang 76' | Público: 45 000 Árbitro: THA Chaiya Alee Mahapab |

| 3 de julho de 2011 | Taipé Chinês                                                    | 3 – 2     | Malásia                   | Estádio Municipal, Taipé                 |
| 19:00 (UTC+8)      | Chang Han 31' · Chen Po-liang 44' (pen) · Xavier Chen 75' (pen) | Relatório | Abd Radzak 8' · Rahim 40' | Público: 16 768 Árbitro: VIE Võ Minh Trí |

| 29 de junho de 2011 | Bangladesh                                 | 3 – 0     | Paquistão | Estádio Nacional Bangabandhu, Daca            |
| 18:00 (UTC+6)       | Hassan Ameli 1' · Hossain 22' · Razaul 56' | Relatório |           | Público: 5 326 Árbitro: JOR Mohammad Abu Loum |

| 3 de julho de 2011 | Paquistão | 0 – 0     | Bangladesh | Punjab Stadium, Lahore                    |
| 20:30 (UTC+5)      |           | Relatório |            | Público: 3 500 Árbitro: BHR Ali Abdulnabi |

| 29 de junho de 2011 | Camboja                                       | 4 – 2     | Laos                 | Estádio Olímpico Nacional, Phnom Penh           |
| 15:00 (UTC+7)       | Laboravy 52' · Nasa 59', 89' · Sokumpheak 68' | Relatório | Phomsouvanh 10', 61' | Público: 25 000 Árbitro: IRN Yadollah Jahanbazi |

| 3 de julho de 2011 | Laos                                                                              | 6 – 2 (pro) | Camboja                      | Estádio Nacional New Laos, Vientiane   |
| 18:00 (UTC+7)      | Singto 19', 55' · Sayavutthi 34' · Syphasay 46' · Phaphouvanin 94' · Kanlaya 112' | Relatório   | Chhoeun 45' · Sokumpheak 75' | Público: 9 000 Árbitro: JPN Ryuji Sato |

| 29 de junho de 2011 | Sri Lanka      | 1 – 1     | Filipinas  | Estádio Sugathadasa, Colombo                   |
| 16:00 (UTC+5:30)    | Gunarathna 43' | Relatório | Burkey 50' | Público: 4 000 Árbitro: BAN Tayeb Shamsuzzaman |

| 3 de julho de 2011 | Filipinas                                                    | 4 – 0     | Sri Lanka | Rizal Memorial Stadium, Manila            |
| 15:30 (UTC+8)      | Caligdong 20' · P. Younghusband 43', 57' (pen) · Guirado 50' | Relatório |           | Público: 12 500 Árbitro: KOR Kim Sang-Woo |

| 29 de junho de 2011 | Afeganistão | 0 – 2     | Palestina               | Metallurg Stadium, Tursunzoda, Tadjiquistão[a] |
| 16:00 (UTC+5)       |             | Relatório | Alyan 22' · Alamour 88' | Público: 5 000 Árbitro: JOR Naser Al-Ghafari   |

| 3 de julho de 2011 | Palestina | 1 – 1     | Afeganistão | Estádio Internacional Faisal Al-Husseini, Al-Ram |
| 17:00 (UTC+3)      | Wadi 12'  | Relatório | Arezou 63'  | Público: 9 000 Árbitro: QAT Banjar Al-Dosari     |

| 29 de junho de 2011 | Vietnã                                                                                           | 6 – 0     | Macau | Estádio Thong Nhat, Cidade de Ho Chi Minh       |
| 19:15 (UTC+7)       | Lê Công Vinh 20', 36', 42' · Phạm Thành Lương 62' · Nguyễn Ngọc Thanh 67' · Nguyễn Quyet Văn 89' | Relatório |       | Público: 20 000 Árbitro: KGZ Dmitriy Mashentsev |

| 3 de julho de 2011 | Macau             | 1 – 7     | Vietnã                                                                             | Estádio Campo Desportivo, Macau       |
| 19:00 (UTC+8)      | Leong Ka Hang 59' | Relatório | Huỳnh Quang Thanh 2', 86' · Nguyễn Quang Hải 23' · Lê Công Vinh 29', 42', 74', 82' | Público: 500 Árbitro: IRQ Kadhum Auda |

| 29 de junho de 2011 | Nepal                      | 2 – 1     | Timor-Leste | Estádio Dasarath Rangasala, Catmandu    |
| 15:30 (UTC+5:45)    | Gurung 15' (pen) · Rai 70' | Relatório | Pereira 47' | Público: 9 000 Árbitro: LIB Ali Sabbagh |

| 2 de julho de 2011 | Timor-Leste | 0 – 5     | Nepal                                                                        | Estádio Dasarath Rangasala, Catmandu, Nepal[b] |
| 15:30 (UTC+5:45)   |             | Relatório | Gurung 4' (pen) · Silwal 56' · Rai 59' · J. Sherestha 89' · S. Sherestha 90' | Público: 15 000 Árbitro: KOR Lee Min-Hu        |

| 29 de junho de 2011 | Mongólia         | 1 – 0     | Myanmar | MFF Football Centre, Ulan Bator            |
| 18:30 (UTC+8)       | Khurelbaatar 48' | Relatório |         | Público: 3 500 Árbitro: KOR Kim Jong-Hyeok |

| 3 de julho de 2011 | Myanmar                         | 2 – 0     | Mongólia | Estádio Thuwanna, Rangum                  |
| 15:30 (UTC+6:30)   | Pai Soe 62' · Mai Aih Naing 88' | Relatório |          | Público: 18 000 Árbitro: HKG Liu Kwok Man |